# سلطانایوو (شهرستان کوشنارنکوفسکی، باشقیرستان)
سلطانایوو (انگلیسی: Sultanayevo, Kushnarenkovsky District, Republic of Bashkortostan) یک شهرک در شهرستان کوشنارنکوفسکی جمهوری باشقیرستان در کشور روسیه است.